# Дитрих IV/VI (граф Клеве)
Дитрих V (нем. Dietrich IV./VI.; 1185 — 1260) — граф Клеве с 1201 по 1260 год. 

## Биография
Сын графа Клеве Дитриха IV и Маргариты Голландской.
В 1198 году, когда умер отец Дитриха V, тот был еще несовершеннолетним. До 1200 года регентом при нем был его дядя Арнольд.
Дитрих V значительно расширил территорию графства. Среди крупных приобретений его правления — города Везель, Калькар, Дортмунд и Нойс. Он укрепил позицию дома Клеве в Нижнем Рейне.
В 1203 году Дитрих V вмешался в войну за голландское наследство на стороне его тётки Ады Голландской (дочери Флориса III), но не смог ей помочь. В борьбе за корону Священной Римской империи, граф поддержал будущего императора Фридриха II. Как и другие правители Вестфалии, поддерживал оппозицию архиепископов Кёльна. В 1247 году он встал на сторону антикороля Германии Вильгельма, который подтвердил его право на принадлежащие ему земли.
Дитрих V умер 13 мая или 26 июня 1260 года.

## Семья
В 1203 году женился на Матильде фон Динслакен (1190—1224), дочери и наследнице Эрбина фон Динслакен. Дети:
- Дитрих Перворожденный (1214—1245), сеньор Динслакена (примогенитура)[3]
- Маргарита (ум. 1251), жена графа Гельдерна Оттона II

После смерти первой жены Дитрих V женился на Эдвиге (ум. 1249), дочери маркграфа Мейсена Дитриха I. Дети:
- Дитрих (1226—1275), граф Клеве
- Дитрих Люф (1228—1277), граф Саарбрюккена
- Ютта (ум. 1275), жена герцога Лимбурга Валерана IV
- Агнес (1232—1285), жена графа Липпе Бернхарда IV, затем графа Дипхольца Рудольфа II

Также имел внебрачного сына Эберхарда, рожденного после 1247 года.